# Кая-но-мия Цунэнори
Принц Цунэнори из линии Кая (яп. 賀陽宮恒憲王  Кая-но-мия Цунэнори:,  23 июля 1900, Токио — 3 января 1978, Тиба) — представитель одной из младших ветвей японской императорской фамилии. Двоюродный брат императрицы Кодзюн (Нагако), жены императора Сёва (Хирохито).

## Ранняя жизнь
Принц Кая Цунэнори родился в Токио. Единственный сын принца Кая Кунинори (1867—1909) и Дайго Ёсико (1865—1941). Он получил начальное и среднее образование в школе для знати Гакусюин. 8 декабря 1909 года после смерти своего отца Цунэнори стал вторым главой дома Кая-но-мия.

## Военная карьера
Как и другие имперские принцы своего поколения, принц Кая Цунэнори был кадровым офицером. В 1920 году, отсидев срок в палате пэров, он окончил 32-й класс Военной академии Императорской армии Японии и получил чин лейтенанта 2-го класса в кавалерии. В августе 1925 года принц стал командиром 10-го кавалерийского полка (в чине капитана) и окончил 38-й класс Высшей военной академии Императорской армии Японии. В следующем году он был произведен в майоры кавалерии и назначен инструктором Высшей военной академии Императорской армии на следующий год. В 1933 году принц Кая Цунэнори стал членом Генерального штаба Императорской армии Японии, а через два года получил чин полковника (1935).
Принц и принцесса Кая совершили семимесячное путешествие по миру в 1934 году, посетив США, Великобританию, Францию и Германию. Это турне получило широкое освещение в мировой прессе.
После своего возвращения в Японию, принц заменил своего дядю, принца Асака Ясухико в качестве личного представителя императора в Нанкине, оккупированной столице Республики Китай, после резни в Нанкине в январе 1938 года. В 1940 году принц Кая Цунэнори получил чин генерал-майора, а в 1943 году был произведен в генерал-лейтенанты и стал командующим 43-й дивизии Японской императорской армии. В 1944 году принц Кая был назначен командиром 3-й императорской гвардейской дивизии и некоторое время служил в качестве президента Высшей военной академии Императорской армии Японии во время заключительного этапа Второй мировой войны.

## Послевоенные годы
14 октября 1947 года американские оккупационные власти провели реформу японского императорского дома. Принц Кая Цунэнори и его семья были лишены имперского статуса и стали простыми гражданами. Цунэнори было запрещено занимать государственные должности, бывший принц получил единовременную выплату из императорского совета для того, чтобы «сохранить свое достоинство». Бывший принц позднее входил в состав совета директоров компании по страхованию жизни Тайсё и компании взаимного страхования жизни Ниссан.
Он служил в качестве почётного председателя Международной федерации боевых искусств с момента её основания в 1953 по 1957 год. Бывший принц был известным поклонником и сторонником японского бейсбола. В 1970 году он основал дом престарелых в Нагано.
Кая Цунэнори скончался от сердечного приступа 2 января 1978 года в своём доме в Тиба.
В настоящее время на месте бывшего дворца Кая-но-мия находится национальное кладбище Тидоригафути в центре Токио.

## Брак и семья
3 мая 1921 года принц Кая Цунэнори женился на Кудзё Тосико (16 мая 1903 — 23 марта 1993), третьей дочери принца Кудзё Митидзанэ, главы одного из пяти домов во время регентства клана Фудзивара. Его жена была племянницей императрицы Тэймэй, супруги императора Тайсё. У пары было семь детей:
- Принц Кая Кунинага (賀陽宮邦寿王) (21 апреля 1922 — 19 апреля 1986)
- Принцесса Кая Митико (美智子女王) (29 июля 1923 — 21 апреля 2009)
- Принц Кая Харунори (治憲王) (3 июля 1926 — 5 июня 2011)
- Принц Кая Акинори (章憲王) (17 августа 1929 — 4 ноября 1994)
- Принц Кая Фуминори (文憲王) (род. 12 июля 1931)
- Принц Кая Мунэнори (宗憲王) (24 ноября 1935 — 23 декабря 2017)
- Принц Кая Такэнори (健憲王) (5 августа 1942 — 20 июля 2017)

## Галерея

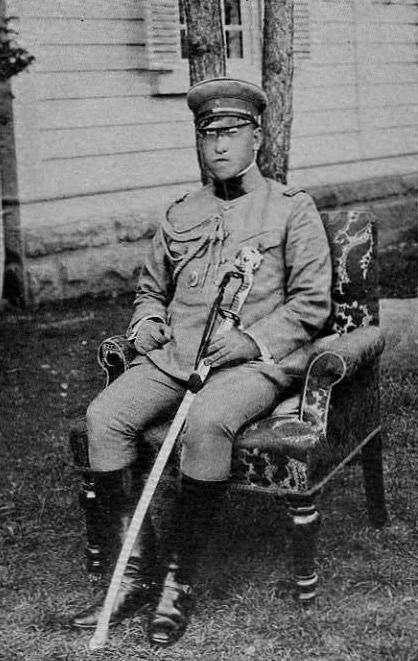
Принц Кая Цунэнори, 1920-е годы
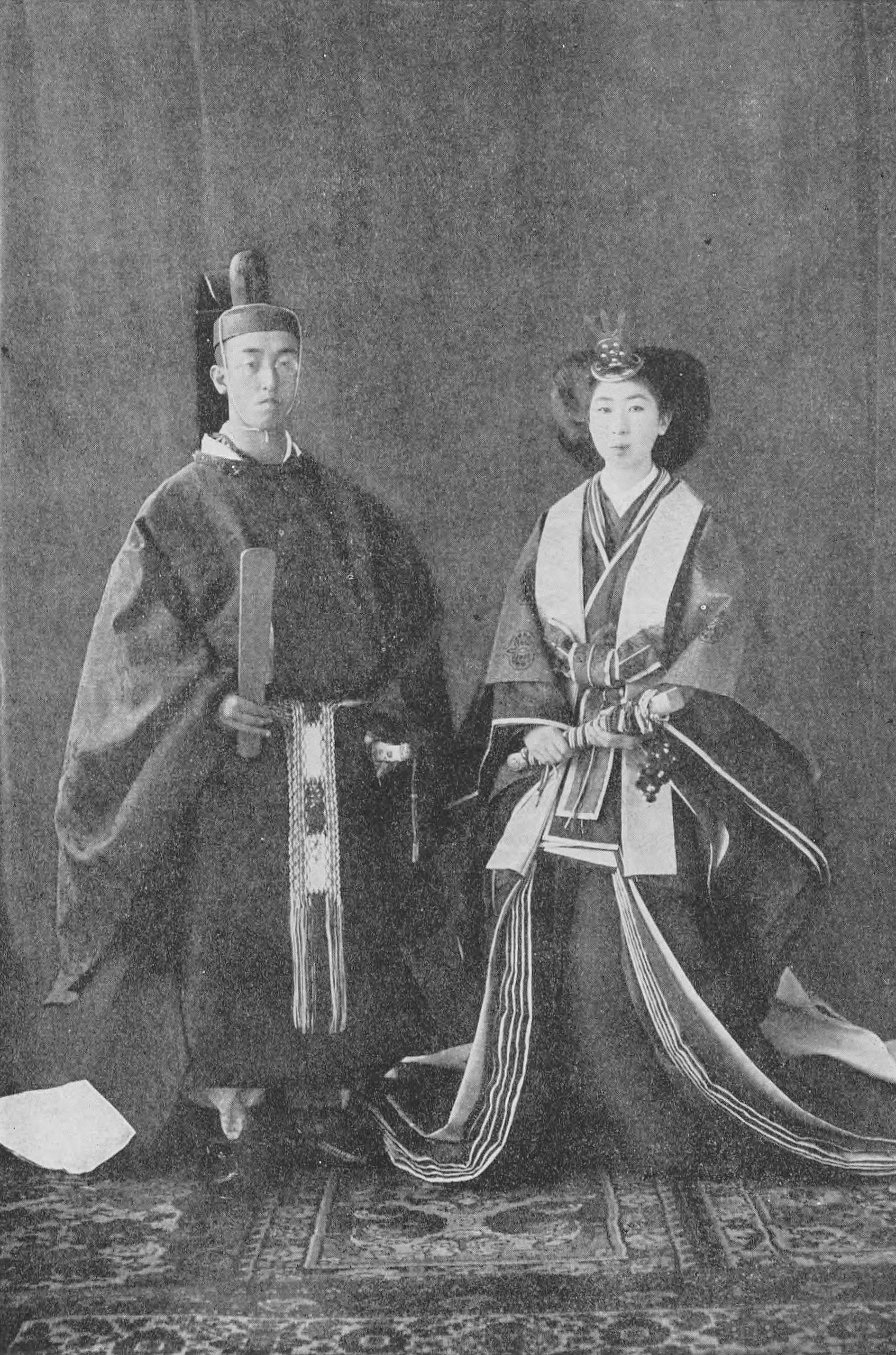
Официальное свадебное фото принца Кая Цунэнори и принцессы Тосико, 1921 год
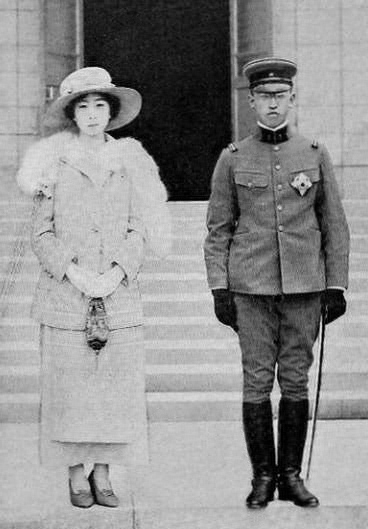
Принц и принцесса Кая, 1920-е годы
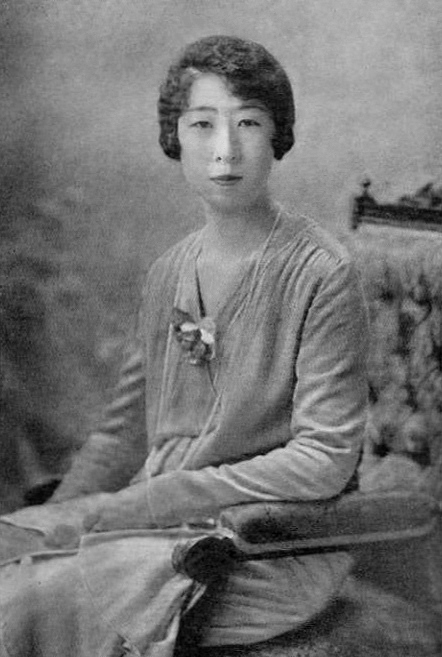
Принцесса-консорт Тосико, 1920-е годы
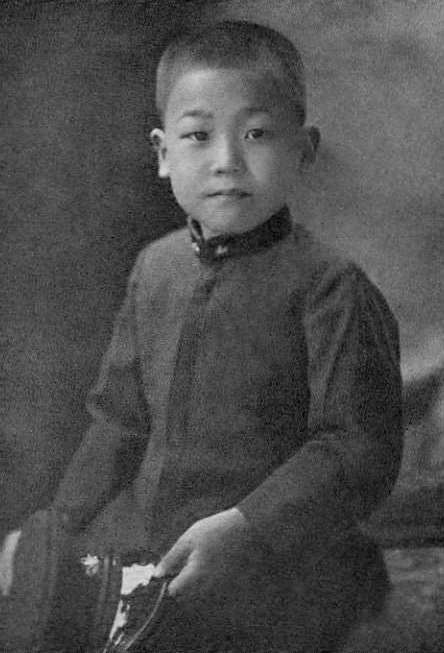
Их первый сын, принц Кая Кунинага, конец 1920-х годов
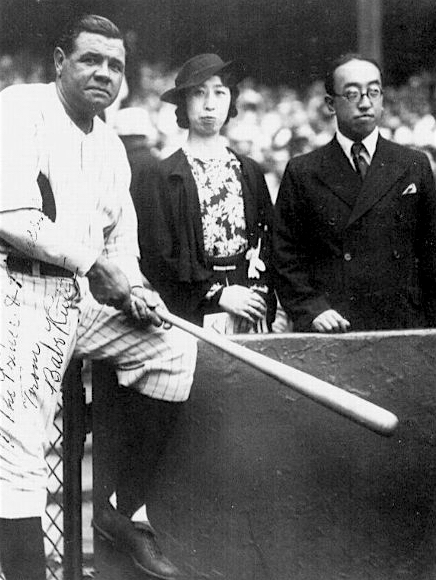
Принц и принцесса Кая на фотосессии Бейба Рута на стадионе Янки во время их мирового турне в 1934 году